# Brussels Hoofdstedelijk Parlement (samenstelling 2024-2029)
Dit is de lijst van volksvertegenwoordigers in het Brussels Hoofdstedelijk Parlement (BHP) voor de legislatuur 2024-2029. Het Brussels Hoofdstedelijk Parlement telt 89 leden: 72 ervan zijn Franstalig, de overige 17 Nederlandstalig.
Deze legislatuur volgde uit de Brusselse gewestverkiezingen van 9 juni 2024 en ging van start op 25 juni 2024. De openingszitting werd voorgezeten door ouderdomsdeken Bertin Mampaka Mankamba (MR), die werd bijgestaan door het jongste lid van elke taalgroep, voor de Nederlandse taalgroep Imane Belguenani (Open Vld) en voor de Franse taalgroep Mehdi Talbi (PTB). 
De 72 Franstalige parlementsleden maken tevens deel uit van het Parlement francophone bruxellois (PFB) en de 17 Nederlandstalige parlementsleden van de Raad van de Vlaamse Gemeenschapscommissie (RVGC), die beslissingsrecht hebben over de gemeenschapsbevoegdheden die autonoom bestuurd worden door de Franse en Nederlandse taalgroep. Deze gemeenschapscommissies vormen samen de Verenigde Vergadering van de Gemeenschappelijke Gemeenschapscommissie (VVGGC), waar gemeenschapsbevoegdheden waarvoor gemeenschappelijke overeenstemming tussen beide taalgroepen vereist is worden besproken.

## Samenstelling
| Fractie | Fractie           | Zetels begin v/d legislatuur | Huidig aantal zetels |
| ------- | ----------------- | ---------------------------- | -------------------- |
|         | MR                | 20                           | 20                   |
|         | PS                | 16                           | 17                   |
|         | PTB               | 15                           | 14                   |
|         | Les Engagés       | 8                            | 8                    |
|         | Ecolo             | 7                            | 7                    |
|         | DéFI              | 6                            | 4                    |
|         | Groen             | 4                            | 4                    |
|         | Team Fouad Ahidar | 3                            | 3                    |
|         | N-VA              | 2                            | 2                    |
|         | Open Vld          | 2                            | 2                    |
|         | Vooruit.brussels  | 2                            | 2                    |
|         | Vlaams Belang     | 2                            | 1                    |
|         | CD&V              | 1                            | 1                    |
|         | PVDA              | 1                            | 1                    |
|         | Onafhankelijk     | 0                            | 3                    |

Wijzigingen in fractiesamenstelling:
- In 2024 stapt Ludivine de Magnanville over van de DéFI- naar de MR-fractie.
- In 2024 verlaat Sonja Hoylaerts de Vlaams Belang-fractie en gaat ze als onafhankelijke zetelen.
- In 2025 verlaat Soulaimane El Mokadem de PTB-fractie en gaat hij als onafhankelijke zetelen.
- In 2025 verlaat Fabian Maingain de DéFI-fractie en gaat hij als onafhankelijke zetelen.
- In 2025 stapt Latifa Aït Baala over van de MR- naar de PS-fractie.

## Lijst van de parlementsleden
| Volksvertegenwoordiger       | Fractie           | Taalgroep  | Opmerkingen |
| ---------------------------- | ----------------- | ---------- | --- |
| Loubna Azghoud               | MR                | Frans      | |
| Clémentine Barzin            | MR                | Frans      | Vanaf 5 december 2024 voorzitter van de MR-fractie in het BHP en de VVGGC. |
| Kristela Bytyçi              | MR                | Frans      | |
| Angelina Chan                | MR                | Frans      | Vervangt vanaf 14 februari 2025 David Weytsman, die OCMW-voorzitter wordt van Brussel. Weytsman was bijkomend lid van het Uitgebreid Bureau van 4 oktober 2024 tot 3 februari 2025 (BHP/VVGGC). |
| Geoffroy Coomans de Brachène | MR                | Frans      | |
| Aurélie Czekalski            | MR                | Frans      | Voorzitter van de commissie Bicommunautaire Zaken (VVGGC) en vanaf 6 december 2024 secretaris van het BHP en de VVGGC. |
| Louis de Clippele            | MR                | Frans      | |
| Ariane de Lobkowicz-d'Ursel  | MR                | Frans      | |
| Ludivine de Magnanville      | MR                | Frans      | Is op 5 september 2024 overgestapt van de DéFI- naar de MR-fractie. |
| Anne-Charlotte d'Ursel       | MR                | Frans      | Secretaris tot 6 december 2024 (BHP/VVGGC) en ondervoorzitter vanaf 6 december 2024 (BHP/VVGGC). |
| Amin El Boujdaini            | MR                | Frans      | |
| Aline Godfrin                | MR                | Frans      | Vervangt vanaf 26 juni 2024 Hadja Lahbib, ontslagnemend minister in de federale regering. Op 6 december 2024 werd Godfrin vast lid van het Brussels Parlement toen Lahbib op 30 november 2024 definitief ontslag had genomen om Europees Commissaris te worden. Sinds 6 december 2024 is ze voorzitter van de commissie Binnenlandse Zaken (BHP).                                                           |
| Sadik Köksal                 | MR                | Frans      | Ondervoorzitter (PFB). |
| Ismail Luahabi               | MR                | Frans      | Vervangt vanaf 14 februari 2025 Eléonore Simonet, die minister is geworden in de federale regering-De Wever. |
| Bertin Mampaka Mankamba      | MR                | Frans      | Vanaf 26 juli 2024 voorzitter van het BHP en de VVGGC en vanaf 27 juli 2024 voorzitter van het PFB. Tevens voorzitter van de commissie Leefmilieu en Energie (BHP). |
| Hennan Oflu                  | MR                | Frans      | Vervangt vanaf 6 december 2024 Vincent De Wolf, die ontslag nam om burgemeester van Etterbeek te worden. De Wolf was tot zijn ontslag op 29 november 2024 ondervoorzitter (BHP/VVGGC) en voorzitter van de commissie Binnenlandse Zaken (BHP). |
| Amélie Pans                  | MR                | Frans      | |
| Françoise Schepmans          | MR                | Frans      | |
| Gaëtan Van Goidsenhoven      | MR                | Frans      | Voorzitter van de MR-fractie (PFB). |
| Olivier Willocx              | MR                | Frans      | Vanaf 14 februari 2025 bijkomend lid van het Uitgebreid Bureau (BHP/VVGGC). |
| Leila Agic                   | PS                | Frans      | |
| Latifa Aït Baala             | PS                | Frans      | Stapte op 10 april 2025 over van de MR- naar de PS-fractie. Aït Baala vervangt vanaf 6 december 2024 David Leisterh (MR), die ontslag nam om burgemeester van Watermaal-Bosvoorde te worden. Leisterh was tot zijn ontslag op 29 november 2024 voorzitter van de MR-fractie (BHP/VVGGC). |
| Mustapha Akouz               | PS                | Frans      | Vervangt vanaf 6 december 2024 Nawal Ben Hamou, die ontslag nam om titelvoerend schepen van Brussel te worden. Eerder verving Akouz van 25 juni 2024 tot 6 december 2024 Rudi Vervoort, ontslagnemend minister in de Brusselse Hoofdstedelijke Regering. |
| Martin Casier                | PS                | Frans      | |
| Ibrahim Dönmez               | PS                | Frans      | |
| Nadia El Yousfi              | PS                | Frans      | |
| Isabelle Emmery              | PS                | Frans      | Secretaris van het PFB en vanaf 16 september 2024 secretaris van het BHP en de VVGGC. |
| Marc-Jean Ghyssels           | PS                | Frans      | Secretaris (BHP/VVGGC). |
| Jamal Ikazban                | PS                | Frans      | Voorzitter van de PS-fractie (PFB). Tevens voorzitter van de commissie Mobiliteit (BHP). |
| Hasan Koyuncu                | PS                | Frans      | Ondervoorzitter (PFB). |
| Fadila Laanan                | PS                | Frans      | |
| Ahmed Laaouej                | PS                | Frans      | Voorzitter van de PS-fractie (BHP/VVGGC). Tevens voorzitter van de commissie Financiën en Algemene Zaken (BHP). |
| Karine Lalieux               | PS                | Frans      | Werd vanwege haar functie als ontslagnemend minister in de federale regering van 25 juni tot 6 december 2024 vervangen door Cécile Vainsel en van 6 december 2024 tot 3 februari 2025 door Yannick Piquet. Eerder verving Piquet van 26 juni 2024 tot 30 november 2024 Nawal Ben Hamou, ontslagnemend staatssecretaris in de Brusselse Hoofdstedelijke Regering.                                            |
| Mohamed Ouriaghli            | PS                | Frans      | Ondervoorzitter (BHP/VVGGC). |
| Sevket Temiz                 | PS                | Frans      | |
| Cécile Vainsel               | PS                | Frans      | Vervangt vanaf 6 december 2024 Rudi Vervoort, ontslagnemend minister in de Brusselse Hoofdstedelijke Regering. Eerder verving Vainsel van 25 juni tot 6 december 2024 Karine Lalieux, ontslagnemend minister in de federale regering. Vainsel is sinds 4 oktober 2024 bijkomend lid van het Uitgebreid Bureau (BHP/VVGGC).                                                                                  |
| Yusuf Yildiz                 | PS                | Frans      | |
| Abdourahmane Balde           | PTB               | Frans      | Vervangt vanaf 19 december 2024 Josiane Dostie, die ontslag nam om schepen in Sint-Jans-Molenbeek te worden. Dostie was tot aan haar ontslag op 15 december 2024 voorzitter van de commissie Gelijke Kansen en Vrouwenrechten (BHP). |
| Bruno Bauwens                | PTB               | Frans      | Ondervoorzitter (PFB). |
| Francis Dagrin               | PTB               | Frans      | Ondervoorzitter (BHP/VVGGC). |
| Octave Daube                 | PTB               | Frans      | |
| Françoise De Smedt           | PTB               | Frans      | Voorzitter van de PTB-fractie (BHP/VVGGC). |
| Mihaela Drozd                | PTB               | Frans      | |
| Hanina El Hamamouchi         | PTB               | Frans      | |
| Soulaimane El Mokadem        | PTB               | Frans      | Zetelt vanaf 15 maart 2025 als onafhankelijke. Was bijkomend lid van het Uitgebreid Bureau van 4 oktober 2024 tot 15 maart 2025 (BHP/VVGGC). |
| Danaé Michaux Maimone        | PTB               | Frans      | |
| Petya Obolensky              | PTB               | Frans      | Vervangt vanaf 19 december 2024 Mohammed El Bouzidi, die ontslag nam om schepen in Sint-Jans-Molenbeek te worden. Obolensky is sinds dezelfde datum voorzitter van de commissie Gelijke Kansen en Vrouwenrechten (BHP). |
| Patricia Parga Vega          | PTB               | Frans      | |
| Marisol Revelo Paredes       | PTB               | Frans      | |
| Oliver Rittweger de Moor     | PTB               | Frans      | Secretaris (BHP/VVGGC). |
| Mehdi Talbi                  | PTB               | Frans      | Voorzitter van de commissie Huisvesting (BHP). |
| Manon Vidal                  | PTB               | Frans      | Voorzitter van de PTB-fractie (PFB). |
| Sofia Bennani                | Les Engagés       | Frans      | |
| Marie Cruysmans              | Les Engagés       | Frans      | Secretaris (PFB). |
| Christophe De Beukelaer      | Les Engagés       | Frans      | Voorzitter van de Les Engagés-fractie (BHP/VVGGC). |
| Alain Deneef                 | Les Engagés       | Frans      | |
| Elhadj Moussa Diallo         | Les Engagés       | Frans      | Secretaris tot 16 september 2024 (BHP/VVGGC) en voorzitter van de commissie Economische Zaken en Tewerkstelling (BHP). |
| Gladys Kazadi                | Les Engagés       | Frans      | Voorzitter van de Les Engagés-fractie (PFB). |
| Mounir Laarissi              | Les Engagés       | Frans      | Secretaris vanaf 16 september 2024 (BHP/VVGGC). |
| Stéphanie Lange              | Les Engagés       | Frans      | |
| Margaux De Ré                | Ecolo             | Frans      | |
| Zakia Khattabi               | Ecolo             | Frans      | Werd vanwege haar functie als ontslagnemend minister in de federale regering van 25 juni tot 16 september 2024 vervangen door Hicham Talhi en van 16 september 2024 tot 3 februari 2025 door Isabelle Pauthier. Khattabi is sinds 3 februari 2025 voorzitter van de Ecolo-fractie. |
| John Pitseys                 | Ecolo             | Frans      | Vervangt vanaf 16 september 2024 Alain Maron, ontslagnemend minister in de Brusselse Hoofdstedelijke Regering. Eerder verving Pitseys van 25 juni tot 16 september 2024 Barbara Trachte, ontslagnemend staatssecretaris in de Brusselse Regering. Pitseys was tot 3 februari 2025 voorzitter van de Ecolo-fractie (BHP/VVGGC) en voorzitter van de commissie Begroting en Rekening van het Parlement (BHP). |
| Matteo Segers                | Ecolo             | Frans      | |
| Kalvin Soiresse Njall        | Ecolo             | Frans      | Secretaris (BHP/VVGGC). |
| Hicham Talhi                 | Ecolo             | Frans      | Vervangt vanaf 16 september 2024 Barbara Trachte, ontslagnemend staatssecretaris in de Brusselse Hoofdstedelijke Regering. Eerder verving Talhi van 25 juni 2024 tot 16 september 2024 Zakia Khattabi, ontslagnemend minister in de federale regering. |
| Farida Tahar                 | Ecolo             | Frans      | Vervangt vanaf 16 september 2024 Marie Lecocq, die ontslag nam na haar verkiezing als co-voorzitter van Ecolo. Eerder verving ze van 25 juni tot 16 september 2024 Alain Maron, ontslagnemend minister in de Brusselse Hoofdstedelijke Regering. Tahar is voorzitter van de Ecolo-fractie in het PFB. |
| Jonathan de Patoul           | DéFI              | Frans      | Voorzitter van de DéFI-fractie (BHP/VVGGC). |
| Cécile Jodogne               | DéFI              | Frans      | Voorzitter van de DéFI-fractie (PFB). |
| Fabian Maingain              | DéFI              | Frans      | Zetelt vanaf 30 april 2025 als onafhankelijke. |
| Joëlle Maison                | DéFI              | Frans      | Secretaris tot 16 september 2024 (BHP/VVGGC). |
| Gisèle Mandaila Malamba      | DéFI              | Frans      | Vervangt vanaf 25 juni 2024 Bernard Clerfayt, ontslagnemend minister in de Brusselse Hoofdstedelijke Regering. |
| Stijn Bex                    | Groen             | Nederlands | Vervangt vanaf 25 juni 2024 Elke Van den Brandt, ontslagnemend minister in de Brusselse Hoofdstedelijke Regering. Bex is voorzitter van de Groen-fractie (BHP/VVGGC/RVGC). |
| Celia Groothedde             | Groen             | Nederlands | Secretaris (BHP/VVGGC) en voorzitter van de commissie Gezondheid en Bijstand van Personen (VVGGC). |
| Emile Luhahi                 | Groen             | Nederlands | Secretaris (RVGC). |
| Lotte Stoops                 | Groen             | Nederlands | Ondervoorzitter (BHP/VVGGC) en vanaf 27 juni 2024 voorzitter van de RVGC. Tevens voorzitter van de commissie Territoriale Ontwikkeling (BHP) en voorzitter van de commissie Algemene Zaken, Financiën, Begroting en Stedelijk Beleid (RVGC). |
| Fouad Ahidar                 | Team Fouad Ahidar | Nederlands | Voorzitter van de Team Fouad Ahidar-fractie (BHP/VVGGC/RVGC). |
| Najima El Arbaoui            | Team Fouad Ahidar | Nederlands | Ondervoorzitter (RVGC) en voorzitter van de commissie Onderwijs en Scholenbouw in de RVGC. |
| Ilyas El Omari               | Team Fouad Ahidar | Nederlands | Secretaris (BHP/VVGGC). |
| Gilles Verstraeten           | N-VA              | Nederlands | Vervangt vanaf 4 oktober 2024 Cieltje Van Achter, die minister werd in de Vlaamse regering. Verstraeten is sinds 6 november 2024 voorzitter van de N-VA-fractie in het BHP en het VVGGC en sinds 15 november 2024 secretaris van de RVGC, zijn voorgangster Van Achter was tot 30 september 2024 voorzitter van de N-VA-fractie in het BHP en het VVGGC en secretaris van de RVGC.                          |
| Mathias Vanden Borre         | N-VA              | Nederlands | Secretaris (BHP/VVGGC), voorzitter van de N-VA-fractie in de RVGC en voorzitter van de commissie Cultuur, Jeugd en Sport in de RVGC. |
| Imane Belguenani             | Open Vld          | Nederlands | Voorzitter van de Open Vld-fractie (BHP/VVGGC/RVGC). |
| Martine Raets                | Open Vld          | Nederlands | Vervangt vanaf 25 juni 2024 Sven Gatz, ontslagnemend minister in de Brusselse Hoofdstedelijke Regering. Raets is secretaris (BHP/VVGGC/RVGC) en voorzitter van de commissie Welzijn, Gezondheid en Gezin in de RVGC. |
| Ilyas Mouani                 | Vooruit.brussels  | Nederlands | Vervangt vanaf 25 juni 2024 Ans Persoons, ontslagnemend staatssecretaris in de Brusselse Hoofdstedelijke Regering. Mouani is voorzitter van de Vooruit.brussels-fractie in de RVGC. |
| Pascal Smet                  | Vooruit.brussels  | Nederlands | Voorzitter van de Vooruit.brussels-fractie (BHP/VVGGC) en secretaris (RVGC). |
| Bob De Brabandere            | Vlaams Belang     | Nederlands | Voorzitter van de Vlaams Belang-fractie (BHP/VVGGC/RVGC). |
| Sonja Hoylaerts              | Vlaams Belang     | Nederlands | Secretaris (RVGC). Zetelt vanaf 16 december 2024 als onafhankelijke. |
| Benjamin Dalle               | CD&V              | Nederlands | Voorzitter van de CD&V-fractie (BHP/VVGGC/RVGC). |
| Jan Busselen                 | PVDA              | Nederlands | Voorzitter van de PVDA-fractie (BHP/VVGGC/RVGC). |